# Lista de presidentes da China
Esta é uma lista de indivíduos que ocuparam o cargo de Presidente da República Popular da China desde sua fundação como tal até os dias atuais. O cargo de Presidente da República Popular da China foi estabelecido em 1954 quando a primeira Constituição chinesa consolidou o sistema de governo que ainda hoje rege o país. À época, o título no idioma oficial do país era equivalente a "Presidente de Estado" em português. A posição foi abolida entre 1975 e 1982, período em que o país foi chefiado pelo Presidente do Comitê Permanente do Congresso Nacional do Povo. O cargo foi restaurado pela quarta reforma constitucional do país em 1982 e, desde então, cinco indivíduos ocuparam a chefia de Estado do país. 

## Lista de chefes-de-estado da República Popular da China
| Nº                                                                        | Presidente | Presidente    | Início do mandato       | Fim do mandato         | Vice-presidente                                              |
| ------------------------------------------------------------------------- | ---------- | ------------- | ----------------------- | ---------------------- | ------------------------------------------------------------ |
| Secretário-Geral do Governo Central Popular da República Popular da China |            |               |                         |                        |                                                              |
| –                                                                         |            | Mao Zedong    | 1 de dezembro de 1949   | 27 de setembro de 1954 | Zhu De Liu Shaoqi Song Qingling Li Jishen Zhang Lan Gao Gang |
| Líder da República Popular da China                                       |            |               |                         |                        |                                                              |
| 1                                                                         |            | Mao Zedong    | 27 de setembro de 1954  | 27 de abril de 1959    | Zhu De                                                       |
| 2                                                                         |            | Liu Shaoqi    | 27 de abril de 1959     | 31 de outubro de 1968  | Song Qingling Dong Biwu                                      |
| –                                                                         |            | Dong Biwu     | 24 de fevereiro de 1972 | 17 de janeiro de 1975  | –                                                            |
| Líder do Comité Permanente do Congresso Nacional Popular                  |            |               |                         |                        |                                                              |
| –                                                                         |            | Zhu De        | 17 de janeiro de 1975   | 6 de julho de 1976     | Song Qingling Dong Biwu                                      |
| –                                                                         |            | Song Qingling | 6 de julho de 1976      | 5 de março de 1978     | –                                                            |
| –                                                                         |            | Ye Jianying   | 5 de março de 1978      | 18 de junho de 1983    | Song Qingling                                                |
| Presidentes da República Popular da China                                 |            |               |                         |                        |                                                              |
| 3                                                                         |            | Li Xiannian   | 18 de junho de 1983     | 8 de abril de 1988     | Ulanhu                                                       |
| 4                                                                         |            | Yang Shangkun | 8 de abril de 1988      | 27 de março de 1993    | Wang Zhen                                                    |
| 5                                                                         |            | Jiang Zemin   | 27 de março de 1993     | 15 de março de 2003    | Rong Yiren Hu Jintao                                         |
| 6                                                                         |            | Hu Jintao     | 15 de março de 2003     | 15 de março de 2013    | Zeng Qinghong Xi Jinping                                     |
| 7                                                                         |            | Xi Jinping    | 15 de março de 2013     | Incumbente             | Li Yuanchao Wang Qishan Han Zheng                            |